# Crise de Timor-Leste de 1999

A crise em Timor-Leste de 1999 decorreu do referendo de independência deste país perante a Indonésia realizado no mesmo ano. As forças de oposição à independência atacaram civis e criaram uma situação de violência generalizada em toda a região, principalmente na capital, Díli. Em resposta aos incidentes, que mataram cerca de 1 400 pessoas, a Organização das Nações Unidas implantou a Força Internacional para Timor-Leste, formada principalmente por membros do Exército Australiano.

## Antecedentes: referendo
Em 1999, o governo indonésio decidiu, sob forte pressão internacional, realizar um referendo sobre o futuro de Timor-Leste. Portugal, desde a invasão indonésia do território de sua antiga colônia, Timor-Leste, pressionava pela independência na União Europeia e internacionalmente. O referendo, realizado a 30 de agosto de 1999, deu uma clara maioria (78,5%) a favor da independência, rejeitando a proposta alternativa de Timor-Leste ser uma província autónoma, mas parte da Indonésia,conhecida como a Região Autónoma Especial de Timor-Leste (RAETL).

## Violência
Imediatamente após a publicitação dos resultados da votação, as forças paramilitares pró-indonésias de Timor-Leste, apoiadas, financiadas e armadas pelos militares e soldados indonésios realizaram uma campanha de violência e terrorismo de retaliação pelo resultado. Cerca de 1 400 timorenses foram mortos e 300 000 timorenses foram forçados a deslocar-se para Timor Ocidental, a parte indonésia da ilha de Timor, como refugiados. A maioria da infraestrutura do país, incluindo casas, escolas, igrejas, bancos, sistemas de irrigação, sistemas de abastecimento de água e quase 100% da rede elétrica do país foram destruídos. Segundo Noam Chomsky: "Num mês, a grande operação militar assassinou cerca de 2 000 pessoas, estuprou centenas de mulheres e meninas, deslocou três quartos da população e destruiu 75% das infraestruturas do país."

## Força Internacional para Timor-Leste
Em todo o mundo, especialmente em Portugal, Austrália e Estados Unidos, os ativistas pressionaram os seus governos para tomarem medidas, e o presidente dos Estados Unidos, Bill Clinton, ameaçou a Indonésia com sanções económicas, como a retirada dos empréstimos do Fundo Monetário Internacional. O governo da Indonésia aceitou retirar as suas tropas e permitir que uma força multinacional no território para estabilização. Ficou claro que a ONU não tinha recursos suficientes para combater as forças paramilitares diretamente. Em vez disso, a ONU autorizou a criação de uma força militar multinacional conhecida como Força Internacional para Timor-Leste (InterFET), com a Resolução 1264. A 20 de setembro de 1999 as tropas de paz da Força Internacional para Timor-Leste (InterFET), liderada pela Austrália, foram implantadas no país, o que pacificou a situação rapidamente.
As tropas da InterFET eram provenientes de vinte países, sendo cerca de 9 900 no total, no início; destes, 5 500 vieram da Austrália, da Nova Zelândia vieram 1 100 e ainda houve contingentes da Alemanha, Bangladexe, Brasil, Canadá, Coreia do Sul, Estados Unidos da América, Filipinas, França, Irlanda, Itália, Malásia, Noruega, Paquistão, Portugal, Quénia, Reino Unido, Singapura e Tailândia. A força foi conduzida pelo major-general Peter Cosgrove. As tropas desembarcam em Timor-Leste a 20 de setembro de 1999.